# Lillian Crombie
Lillian Crombie (1958 - Sídney, 3 de enero de 2024) fue una bailarina y actriz australiana.

## Biografía
Crombie fue una actriz aborigen australiana, conocida por su trabajo en teatro, cine y televisión. 
Pareja de Sam Backo, fue madre de la actriz Elaine Crombie.
Crombie murió el 3 de enero de 2024 a los 66 años.

## Filmografía
- 1987, El lugar de la costa. Sra. Lundy
- 1990, El anillo de Escorpio. TV
- 1991, Mortal. Sally
- 1992, Dama Jindalee.[5]
- 2008, Doble problema. serie de televisión, Milly (13 episodios)
- 2003, La vida secreta de nosotros
- 2007, Millas de la suerte.  Evie
- 2007, Días como estos (película para televisión)  Mamá
- 2008, Australia